# Rajčevica
Rajčevica je najviši vrh Bilogore.
Visok je 309 m (po novom premjeru), a nalazi se u sastavu općine Sokolovac. Vrhu je najbliži pristup preko sela Jagnjedovca. U blizini je i drugi po redu najviši vrh – Koševac.
Vrh ima više naziva, službeno Rajčevica, u drugim izvorima Rijeka, koprivnički planinari su ga od 29. studenoga 1975. nazivali Ivinin vrh po Ivici Ivini Hiršlu, a od 1992. nazivaju ga Stankov vrh po Stanku Šafaru, ostali su nazivi vrha Rieka gora, Rječina. Općina Sokolovac najvišu točku Bilogore i dalje zove Ivinin vrh.
Posjet vrhu obvezan je dio Koprivničkoga planinarskog puta, kao kontrolna točka broj 5. Kako biste dokazali da ste posjetili Rajčevicu dokaz je i pečat koji se nalazi na kamenom stupu s obilježjem vrha.
Drugi su mogući dokazi fotografije i svjedočanstva.